# Zachodnia Galilea
Zachodnia Galilea (hebr.: הגליל המערבי) – wyżynna kraina w północnym Izraelu, położona w zachodniej części  Galilei.
Zachodnia Galilea rozciąga się wzdłuż wybrzeża Morza Śródziemnego, zaczynając się na północ od miasta Hajfy i kończąc się w Rosz ha-Nikra, na granicy z Libanem.